# Porcellio diomedus
Porcellio diomedus is een pissebed uit de familie Porcellionidae. De wetenschappelijke naam van de soort is voor het eerst geldig gepubliceerd in 1906 door Dollfus.